# Kaupang

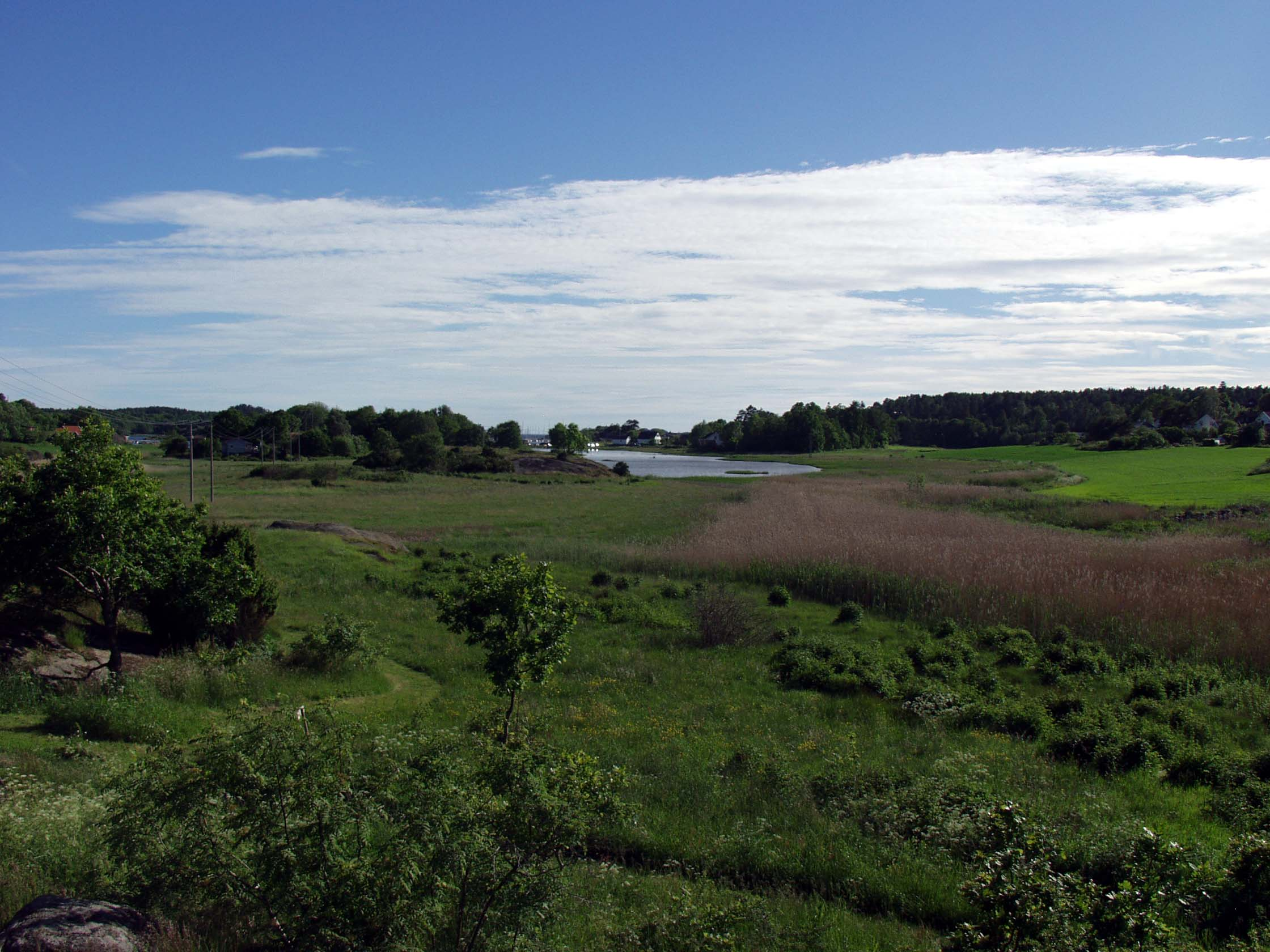
Vista atual do sítio de Kaupang

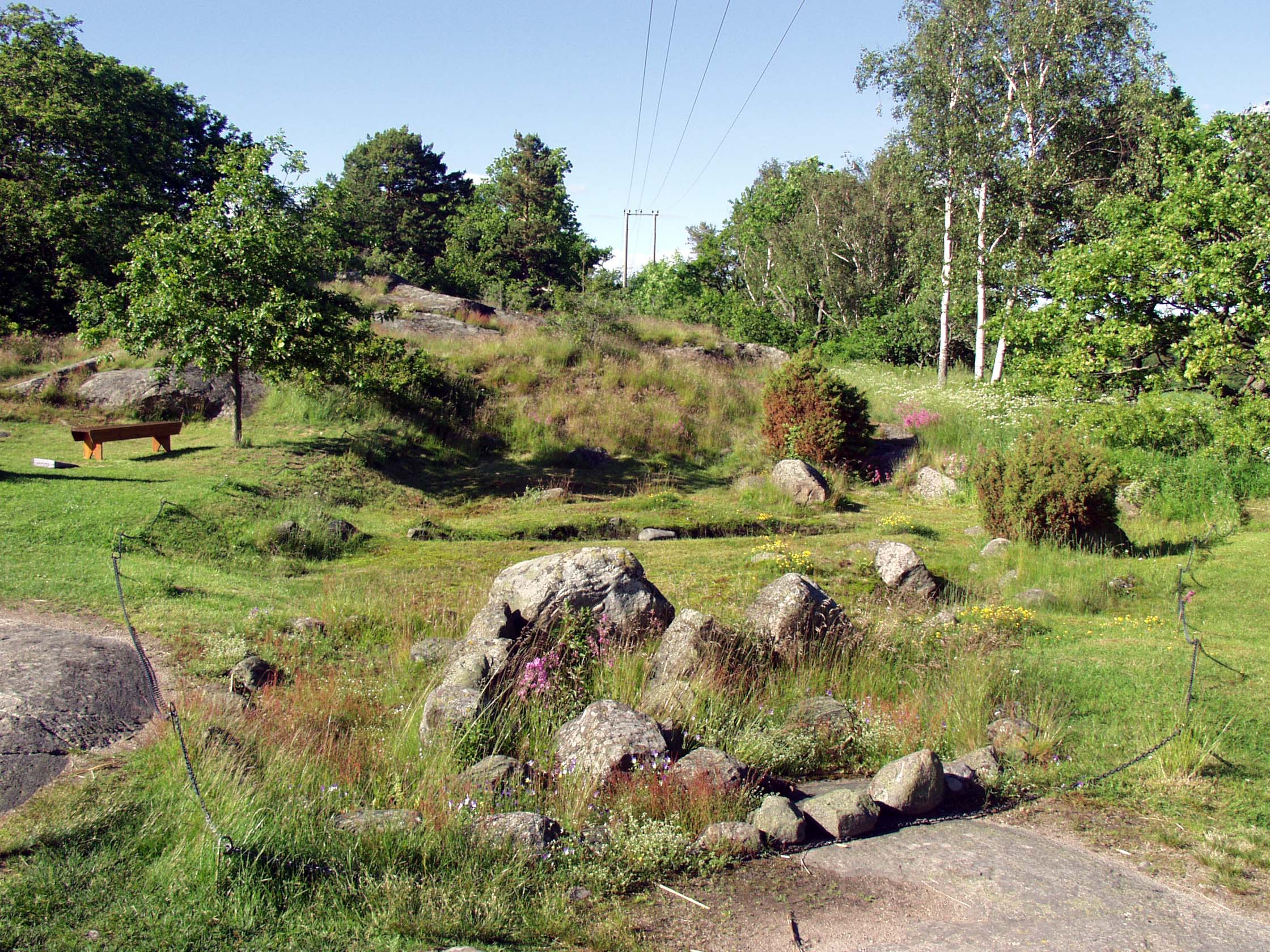
Achados arqueológicos em Kaupang

Kaupang – também mencionada como Skiringssal - foi uma cidade da Era Viquingue, localizada no condado de Vestfold na Noruega. A sua época áurea foi por volta de 800-900.
Era um importante centro comercial e de fabricação artesanal, assim como um destacado local de culto dessa altura.
 Tinha uma população estimada em 400-600 habitantes.